# Fangio Buyse
Fangio Buyse (Deinze, 27 settembre 1974) è un allenatore di calcio ed ex calciatore belga, di ruolo centrocampista.

## Palmarès

### Giocatore

#### Competizioni nazionali
- Tweede klasse: 1

Waregem: 1994-1995